# District de Mwense
Le district de Mwense est un district de Zambie, situé dans la Province de Luapula. Sa capitale se situe à Mwense. Selon le recensement zambien de 2000, le district a une population de 105 759 personnes.